# 広島村
広島村（ひろしまむら）は、香川県仲多度郡にあった村。

## 歴史
- 1890年（明治23年）2月15日 - 町村制施行に伴い、那珂郡廣島、手島が合併し、廣島村が発足。
- 1899年（明治32年）4月1日 - 那珂郡が多度郡と合併し、仲多度郡となる。
- 1958年（昭和33年）5月1日 - 丸亀市へ編入され、消滅。